# فيرجيل ميسيدجان
فيرجيل ميسيدجان (بالهولندية: Virgil Misidjan)‏ (24 يوليو 1993 في هولندا - ) هو لاعب كرة قدم هولندي في مركز الوسط. لعب مع فيلم تو تيلبورغ ونادي لودوغورتس رازغراد ولودوغورتس رازغاردز II ‏ و نادي الطائي السعودي.

## وصلات خارجية
- فيرجيل ميسيدجان على موقع الاتحاد الأوربي (الإنجليزية)
- فيرجيل ميسيدجان على موقع قاعدة بيانات كرة القدم.إي يو (الإنجليزية)
- فيرجيل ميسيدجان على موقع Soccerway.com (الإنجليزية)
- فيرجيل ميسيدجان على موقع عالم كرة القدم.نت (الإنجليزية)
- فيرجيل ميسيدجان على موقع AS.com (الإسبانية)